# Міністерство закордонних справ Нідерландів
Міністерство закордонних справ  (нід. Ministerie van Buitenlandse Zaken; BZ) — міністерство Нідерландів, відповідальне за зовнішні відносини, зовнішню політику, міжнародний розвиток, міжнародну торгівлю, діаспору та питання, що стосуються Європейського Союзу, НАТО та Союзу Бенілюкс. Міністерство було створено в 1798 році як Департамент закордонних справ Батавської Республіки. У 1876 році воно стало Міністерством закордонних справ.
Міністр закордонних справ є главою міністерства та членом Кабінету міністрів Нідерландів, діючим виконуючим обов'язки міністра є Вопке Хоекстра . Міністр зовнішньої торгівлі та розвитку співробітництва є міністром без портфеля в Міністерстві закордонних справ, його чинним міністром є Лізе Шрайнемахер.

## Історія
Міністерство було утворено в 1798 році як Департамент закордонних справ. З 1965 року в кожному уряді було призначено спеціального міністра з питань міжнародного розвитку, за винятком першого кабінету Балкененде та першого кабінету Рютте).

## Обов'язки
Міністерство відповідає за зовнішні відносини Нідерландів і має такі обов'язки:
- підтримувати відносини з іншими країнами та міжнародними організаціями.
- сприяти співпраці з іншими країнами.
- допомогти країнам, що розвиваються, прискорити свій соціальний та економічний розвиток шляхом міжнародної співпраці.
- сприяти інтересам голландських громадян і Нідерландів за кордоном.
- збирати інформацію про інші країни та міжнародні події для уряду та інших зацікавлених сторін.
- надавати інформацію про політику Нідерландів і позицію Нідерландів щодо міжнародних проблем і подій.
- представляти Нідерланди у світі.
- розглядати питання, заяви і проблеми іноземців, які проживають у Нідерландах або бажають в’їхати чи виїхати з країни.

## Організація
Міністр закордонних справ і міністр зовнішньої торгівлі та розвитку співробітництва здійснюють політичне керівництво міністерством. Міністерство складається з чотирьох генеральних директоратів, які займаються певною сферою політики:
- Генеральний директорат з політичних справ займається питаннями миру, безпеки та прав людини. Це включає спільну зовнішню політику та політику безпеки ЄС, політичну роль НАТО, Організацію Об’єднаних Націй та керівництво для посольств та інших дипломатичних місій.
- Генеральний директорат європейського співробітництва займається питаннями Європейського Союзу. Він відповідає за відносини Нідерландів із членами ЄС та країнами-кандидатами. Він також координує політику в інших регіональних організаціях, таких як Рада Європи, ОЕСР, Бенілюкс.
- Генеральний директорат міжнародного співробітництва відповідає за міжнародний розвиток відповідно до чотирьох голландських пріоритетів: вода, безпека та верховенство права, продовольча безпека, сексуальне та репродуктивне здоров’я та права.
- Генеральний директорат зовнішньоекономічних зв'язків просуває інтереси бізнесу за кордоном і допомагає формувати внесок у світовий економічний порядок.

Нідерланди мають близько 140 дипломатичних представництв за кордоном див. список дипломатичних представництв Нідерландів.

## Міжнародний інститут комунікації та розвитку

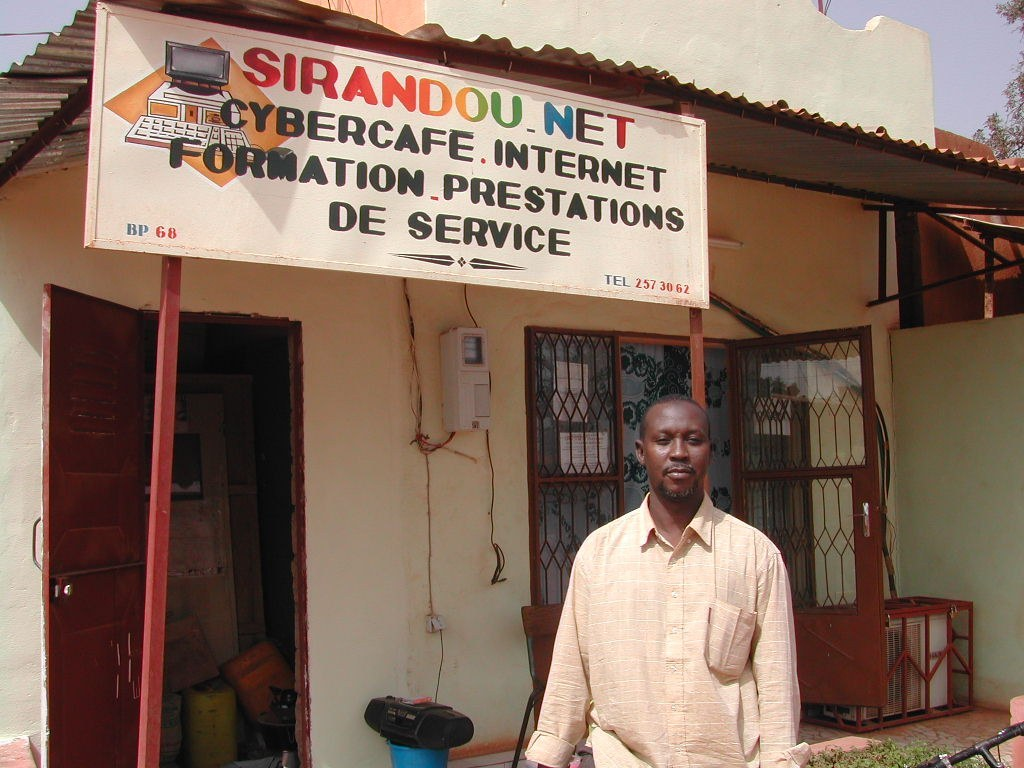
Кіберкафе Sirandou.net IICD Кіта, Малі

Міжнародний інститут комунікації та розвитку (IICD) був некомерційним фондом, заснованим міністерством у 1996 році. Метою IICD була підтримка сталого розвитку шляхом використання інформаційно-комунікаційних технологій (ІКТ), зокрема комп’ютерів та Інтернету.
Інститут, який базувався в Гаазі, діяв у дев’яти країнах, що розвиваються: Болівія, Буркіна-Фасо, Еквадор, Гана, Ямайка, Малі, Танзанія, Уганда та Замбія. IICD підтримував політичні процеси та проекти, пов’язані з використанням ІКТ у таких секторах: охорона здоров’я, освіта, «засоби до існування» (переважно сільське господарство) та управління. IICD отримав фінансування від Генерального директорату міжнародного співробітництва (DGIS) Нідерландів, Департаменту міжнародного розвитку Великої Британії (DFID) та Швейцарського агентства розвитку та співробітництва (SDC), серед інших.
IICD припинив роботу 31 грудня 2015 року.